# Гриффа, Хорхе
Хо́рхе Берна́рдо Гри́ффа Монферо́ни (исп. Jorge Bernardo Griffa Monferoni; 7 мая 1935, Касильда, Санта-Фе — 15 января 2024, Росарио, Санта-Фе) — аргентинский футболист, игравший на позиции защитника.

## Карьера
Хорхе Гриффа — воспитанник клуба «Ньюэллс Олд Бойз». Он туда попал случайно: защитник сначала прошёл неудачные просмотры сначала в «Платенсе», а затем в «Росарио Сентраль». Во время просмотра в «Сентраль», игру Гриффы заметил журналист, который помог емиу пройти просмотр в «Ньюэллс». В основном составе команды он дебютировал 16 октября 1954 года и играл за команду в течение пяти сезонов. В 1959 году Гриффа уехал в Испанию, в клуб «Атлетико Мадрид». 13 сентября он сыграл первый матч за команду, в котором «Атлетико» победил со счётом 3:0 «Лас-Пальмас». В том же сезоне он выиграл Кубок Испании, ставший первым подобным трофеем в истории «Матрасников». Через год клуб повторил успех, а ещё спустя год выиграл Кубок обладателей кубков, первый международный трофей в истории «Атлетико». За весь десятилетний период в команде Хорхе провёл за клуб 204 матча, рекорд для иностранных игроков мадридцев, продержавшийся до 2011 года, когда его побил Луис Переа. Он составлял одну из самых знаменитых групп обороны в истории клуба: Гриффа—Кальеха—Ривилья, сыгравших вместе около 200 матчей. Завершил карьеру Гриффа в клубе «Эспаньол» в 1971 году.
Завершив карьеру игрока, Гриффа стал тренером в футбольной школе клубов «Ньюэллс Олд Бойз» и «Бока Хуниорс». Также он работал советником по делам молодёжи в Федерации футбола Мексики, генеральным директором «Индепендьенте Ривадавия» и «Некаксы». Затем вернулся в «Боку Хуниорс» в качестве руководителя сектора молодёжных команд клуба. С 2010 года Гриффа является почётным президентом и директором «Ассоциации лёгкой атлетики Хорхе Бернардо Гриффы», спортивного ведомства в Росарио, организовывающего футбольные мероприятия Лиги Росарина ниже первого дивизиона. Также он работает генеральным координатором молодёжных команд клуба «Индепендьенте».
Гриффа — автор книги «39 años en divisiones inferiores» (39 лет в низших дивизионах).

## Достижения
- Чемпион Южной Америки: 1959 (Аргентина)
- Обладатель Кубка Испании: 1959/1960, 1960/1961, 1964/1965
- Обладатель Кубка кубков УЕФА: 1961/1962
- Чемпион Испании: 1965/1966